# 用爱呼吸
《用爱呼吸》是江一燕的第一张音乐作品，也是艾迴中國成立後所發行的首張專輯。由艾迴唱片的音乐团队负责制作。此张EP共收录了10首曲目，其中有4首歌曲，一首是小样，其余的5首均是伴奏。

## 曲目
1. 『i』
2. Merry Christmas的祝福
3. 那年夏天
4. 我和亚当
5. 爱情海的鱼
6. 不要告别 (音乐盒 Version)
7. Merry Christmas的祝福 (伴奏)
8. 那年夏天 (伴奏)
9. 我和亚当 (伴奏)
10. 爱情海的鱼 (伴奏)

## 相關連結
艾迴中國專輯頁